# Lista de departamentos de Rioja (província da Argentina)
Na província de La Rioja, Argentina, os municípios e departamentos correspondem a mesma entidade, a diferença do que ocorre na maioria das províncias argentinas. Não existem outras entidades similares sem hierarquía municipal, nem restrições para a criação dos mesmos, além de que sejam criados pela Legislatura provincial. Os municípios riojanos tem liberdade para criar uma Carta Orgânica (similar a uma Constituição do município).

## Departamentos
| Departamento                   | Intendente                        | População (2001) |
| ------------------------------ | --------------------------------- | ---------------- |
| Arauco                         | Nicolás Antonio Martínez          | 13.720           |
| Castro Barros                  | Marcelo Daniel del Moral          | 4.322            |
| Chamical                       | Elías Carlos Hemmes               | 13.383           |
| Chilecito                      | Fernando Jesús Rejal              | 42.248           |
| Coronel Felipe Varela          | Ángel Nicolás Páez                | 9.939            |
| Famatina                       | Vicente Lidoro Leiva              | 6.371            |
| General Ángel Vicente Peñaloza | Benita Lidia Luján                | 3.127            |
| General Belgrano               | Juan Tránsito Urbano              | 7.161            |
| General Juan Facundo Quiroga   | Juan Vicente Romero               | 4.546            |
| General Lamadrid               | Salvador Juan Carlos Sánchez Páez | 1.717            |
| General Ocampo                 | Raúl Alejandro Quintiero          | 7.331            |
| General San Martín             | Danilo Adrián Florez              | 4.956            |
| Independencia                  | Camila del Valle Herrera          | 2.405            |
| La Rioja                       | Ricardo Clemente Quintela         | 146.411          |
| Rosario Vera Peñaloza          | Claudio Nicolás Saúl              | 13.299           |
| San Blas de los Sauces         | Adolfo Orlando Barrionuevo        | 4.048            |
| Sanagasta                      | Juan Alberto Flores               | 2.165            |
| Vinchina                       | Humberto Ariel Oviedo             | 2.834            |